# Mark Plati
Mark Plati est un musicien, producteur de musique et arrangeur américain.

## Biographie
Mark Plati travaille à New York où dans les années 1990 il s'est fait connaitre en réalisant les disques de David Bowie. Il tient aussi la basse ou la guitare sur divers albums (notamment Heathen et Reality) ou en concerts. Il a également collaboré avec The Cure, Duncan Sheik, Hooverphonic, Robbie Williams, Joey McIntyre, Natalie Imbruglia, Sam Moore et Bobbejaan Schoepen. 
Mark Plati a produit de nombreux artistes francophones dont Kyo, les Rita Mitsouko (sur l'album Variéty), Émilie Simon, Saule, Raphael, Carmen Maria Vega, Hervé Paul ou encore Axelle Red. Sa collaboration avec Louise Attaque (album À plus tard crocodile) le conduit à produire l'album Bleu pétrole d'Alain Bashung grâce au chanteur de Louise Attaque Gaëtan Roussel qui y participe également.